# Jiří Grus
Jiří Grus (20. listopadu 1978 Trutnov) je český malíř a komiksový kreslíř a scenárista.

## Život
Vzdělání získal na Akademii výtvarných umění v ateliéru klasické malby Zdeňka Berana. Ačkoliv také maluje, tak věhlas získal především skrze svou komiksovou tvorbu. Jako autor se projevil již roku 1991 v slovenském komiksovém magazínu Bublinky, jeho první komiksové album bylo Nitro těžkne s glycerínem, na kterém spolupracoval se scenáristou Štěpánem Kopřivou, a znamenitý ohlas získala jeho autorská série Voleman (od roku 2007, dosud čtyři díly). Za Nitro získal Grus v roce 2007 českou cenu Muriel. Nitro i Voleman se umístily v první desítce ankety webu Komiksárium, která v roce 2009 hledala nejlepší české komiksy všech dob.